# 鉄砲町 (名古屋市)
鉄砲町（てっぽうちょう）は、愛知県名古屋市中区の地名。1966年（昭和41年）3月30日、栄二丁目および栄三丁目にそれぞれ編入され、廃止されている。

## 歴史

### 地名の由来
慶長年間に清洲越しに伴い、鉄砲師が移住したことに由来する地名とされる。のちに鉄砲師たちは当地を離れ、御園町大下に移っている。

### 沿革
- 江戸時代 - 名古屋城下の鉄砲町として所在した[1]。
  - 慶長年間 - 清洲越しに伴い、鉄砲町と中須賀口町が成立する[2]。中須賀口町は清須時代には須賀口と称していたとされる[2]。
  - 元和年間 - 大久保見町が成立したという[2]。地名は地形がくぼんでいることに由来するとされる[2]。
  - 1654年（寛文5年） - 中須賀口町が中須賀町と改称される[2]。
- 明治4年 - 町域の一部が玉屋町に編入される[1]。また、中須賀町と大久保見町を編入する[1]。
- 1878年（明治11年）12月20日 - 名古屋区成立に伴い、同区鉄砲町となる[1]。
- 1889年（明治22年）10月1日 - 名古屋市成立に伴い、同市鉄砲町となる[1]。
- 1908年（明治41年）4月1日 - 中区成立に伴い、同区鉄砲町となる[1]。
- 1944年（昭和19年）2月11日 - 栄区成立に伴い、同区鉄砲町となる[1]。
- 1945年（昭和20年）11月3日 - 栄区廃止に伴い、中区鉄砲町となる[1]。
- 1963年（昭和38年）3月20日 - 中区白川町の一部を編入する[1]。
- 1966年（昭和41年）3月30日 - 栄二丁目および栄三丁目の各一部に編入され、消滅[1]。

## 人物
- 笹屋岡谷惣助[3]
- 神野金之助 (2代目)

## 施設
明暦年間の禁止まで、広小路筋と蒲焼町筋の間の旅籠屋町と称する小路に遊女が置かれた遊郭があったという。また、広小路筋にそって牢屋敷も所在したとされる。
寺院として、柳薬師新福院・修験良宝院・浄土真宗本願寺派長円寺があった。
- 北浜銀行名古屋支店[4]